# Pian delle stelle
Pian delle stelle è un film del 1946 diretto da Giorgio Ferroni.

## Trama
John è un medico dell'esercito statunitense. Finita la guerra torna da Anna a Pian delle stelle per ricongiungersi.